# Trześniowy Groń

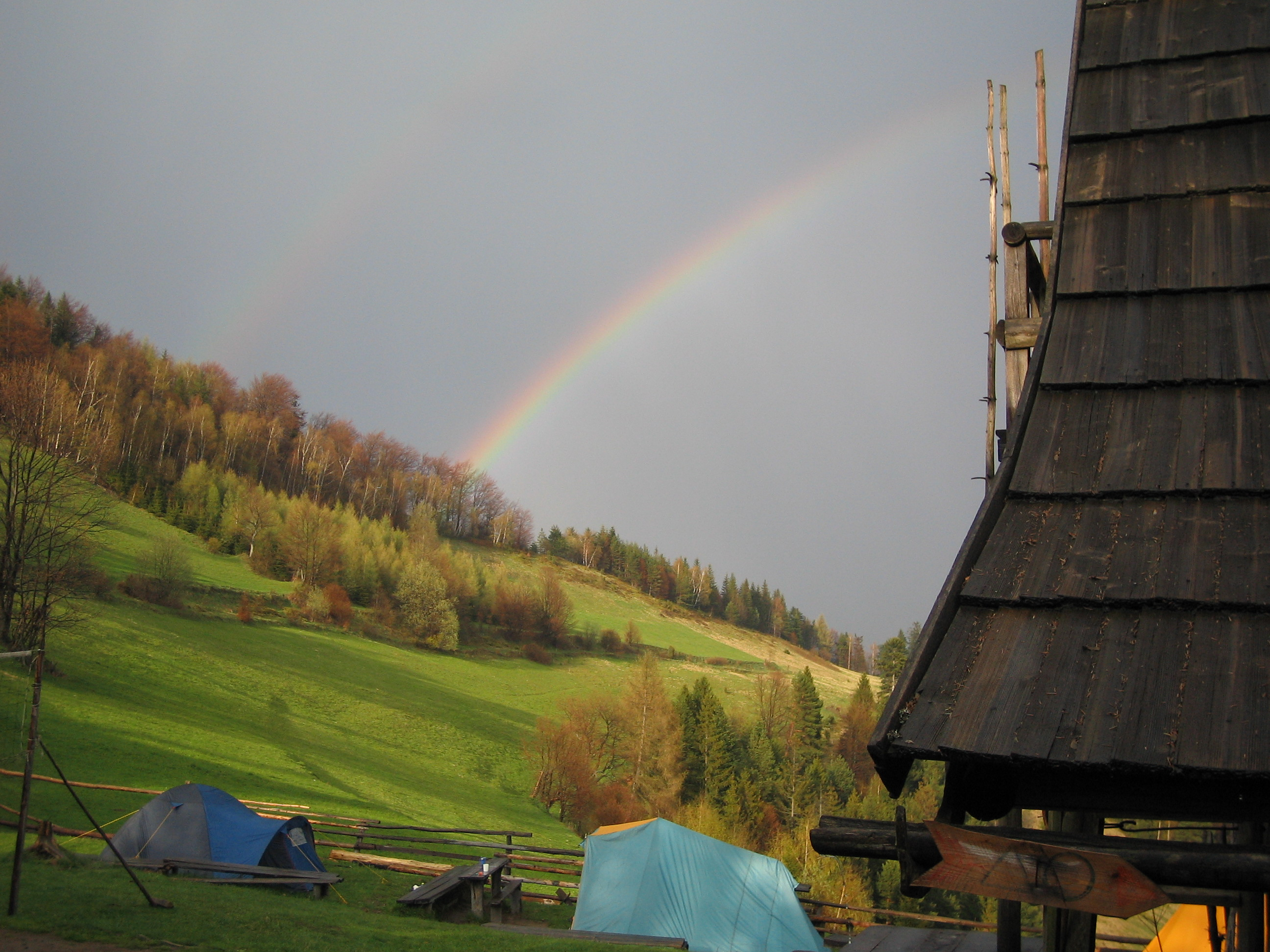
Widok z Chatki pod Niemcową w maju

Trześniowy Groń (Tymoski) – polana i szczyt górski w Paśmie Radziejowej w Beskidzie Sądeckim. Trześnia to ludowa nazwa czereśni (dzikie czereśnie są dość częstymi drzewami w tych górach), zaś groń to nazwa wywodząca się z języka wołoskiego, w gwarze podhalańskiej oznacza "wyniosły brzeg rzeki lub potoku". Znajduje się pod wierzchołkiem Trześniowy Groń (lub Złotułki) o wysokości 1001 m, a nie Niemcowej (963 m), jak to mylnie podawane jest na niektórych mapach. Szczyt Niemcowej znajduje się nieco dalej w północno-wschodnim kierunku i jest nieco niższy (963 m). Polana Trześniowy Groń należy do przysiółka Trześniowy Groń, stanowiącego część miasta Piwniczna-Zdrój.
Jest to polana na stromym, górskim stoku. Jak na większości polan w Beskidach, gospodarstwa rolne pojawiły się tutaj w ostatnim okresie osadnictwa, gdy pod uprawę roli zajęto już wszystkie lepiej nadające się do tego tereny w dolinie rzek i na niżej położonych stokach. Dawniej polana była intensywnie użytkowana rolniczo. Na Trześniowym Groniu znajduje się kilka gospodarstw rolnych. Po II wojnie światowej, a szczególnie od lat 80. gospodarka rolna na tych kamienistych, stromych i wysoko położonych stokach górskich stawała się coraz bardziej nieopłacalna. W dwóch budynkach dawnego, najwyżej na tej polanie położonego gospodarstwa rolnego działało sezonowo czynne Studenckie Schronisko Turystyczne Chatka pod Niemcową. Obecnie zabudowania znajdują się w rękach prywatnych i zostały wyłączone z użytkowania turystycznego.
Z Trześniowego Gronia przy schronisku roztaczają się rozległe widoki na dolinę Popradu, Pasmo Jaworzyny, Góry Lubowelskie, a przy dobrej widoczności także na Tatry.

## Piesze szlaki turystyczne
Piwniczna-Zdrój – Kamienny Groń – Trześniowy Groń – Złotułki (skrzyżowanie szlaków). Czas przejścia 2h. Szlak prowadzi zachodnim skrajem polany